# Brauner Fichtenbock

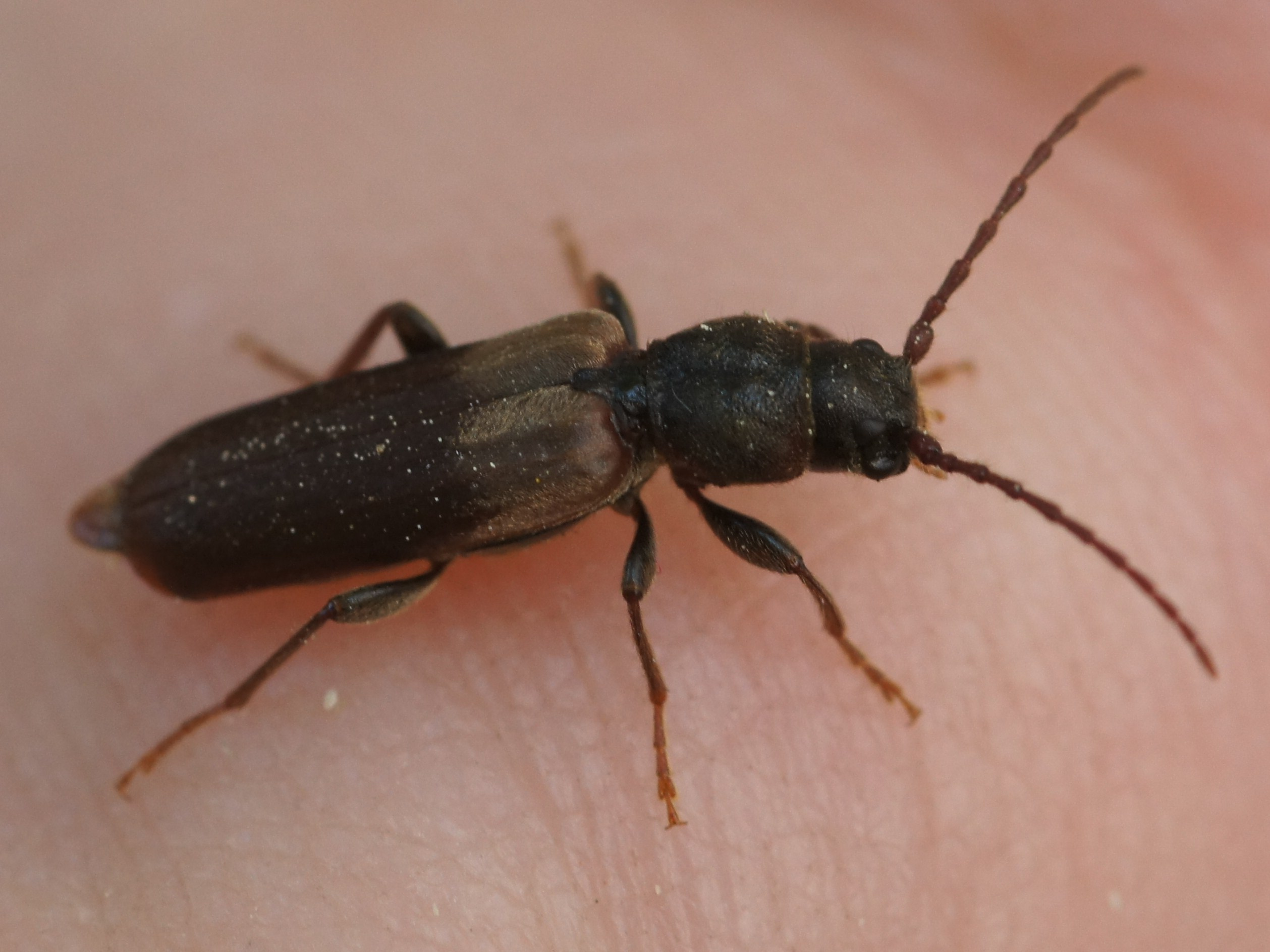

Der Braune Fichtenbock (Tetropium fuscum) ist ein Käfer aus der Familie der Bockkäfer (Cerambycidae). Er ist zusammen mit dem verwandten und sehr ähnlichen Gemeinen Fichtensplintbock (Tetropium castaneum) ein Nadelholzschädling für die Forstwirtschaft.

## Merkmale
Die Larven sind 15 bis 25 mm lang.
Die Imagines werden 9 bis 18 mm lang und variieren in ihrer Färbung. Der Kopf und der runde Halsschild sind schwarz. Die Beine sind hellbraun, nur die Schenkel sind dunkler gefärbt.

## Vorkommen
Die Tiere sind in ganz Europa bis zum Ural beheimatet. Sie kommen vom Flachland bis ins Mittelgebirge vor, sind aber selten. Sie leben in Nadelwäldern, in Mitteleuropa bevorzugen sie Fichtenwälder, in Süd- und Südosteuropa sind sie auch in Kiefernbeständen zu finden. Oft sind sie mit dem Gemeinen Fichtensplintbock vergesellschaftet.
Durch Verschleppung hat sich der Käfer bereits auch in Japan und Kanada eingebürgert. Insbesondere in Halifax (Nova Scotia) richtet er Schäden an verschiedenen Nadelhölzern an. Während der Käfer in seiner Heimat überwiegend geschwächte Bäume befällt, tötet er in Kanada auch gesunde Bäume ab.

## Lebensweise
Die Weibchen legen ca. 100 Eier in Risse von lebenden, geschwächten oder frisch gefällten Nadelhölzern. Nach etwa zwei Wochen schlüpfen die Larven. Sie fressen zunächst unregelmäßige Gänge unter der Rinde. Im Herbst bohren sie einen „Hakengang“ ins Splintholz, den sie mit Sägespänen ausstopfen. An dessen Ende verpuppen sie sich.
In der Forstwirtschaft gilt der Braune Fichtenbock als Schädling, da er durch seine Hakengänge das Holz als Nutzholz unbrauchbar macht. Im Mai schlüpfen die Käfer, oft auch aus bereits verbautem Nadelholz. Eine Eiablage ist aber in dieser Umgebung nicht möglich, da die Larven auf berindetes, frisches Holz angewiesen sind. Sie beißen ein ovales Loch in die Rinde, um ins Freie zu gelangen.
Über Nahrungsaufnahme der Imagines ist nichts bekannt.
Die Flugzeit ist von Mai bis August.